# Emerodromo
Nell'antica Grecia l'emerodromo (ovvero "colui che corre per un giorno intero") era un messaggero addestrato a percorrere lunghe distanze in breve tempo, per recapitare dispacci importanti da una città all'altra muovendosi in completa autonomia.

## Fidippide
Un famoso emerodromo fu Fidippide; di lui parla Erodoto nel V sec. a.C. (Storie 6.104-105) quando racconta che venne inviato da Atene a Sparta per chiedere aiuto prima della battaglia di Maratona (490 a.C.).
Plutarco, molto più tardi, parla invece di un soldato ateniese che "con l'armatura completa" avrebbe portato di corsa la notizia della vittoria da Maratona ad Atene percorrendo 40 chilometri, e sarebbe morto subito dopo aver pronunciato le due parole: "Salve! Vinciamo!" (Moralia del 347 a.C., col nome però di Tersite, non Fidippide o Filippide).
Sulla base di questa seconda leggenda (ripresa da Luciano di Samosata nel II secolo d.C., col nome Filippide) è nata la gara di maratona dei giochi olimpici moderni.